# Legend of Dragons
『Legend_of_Dragons』（レジェンド・オブ・ドラゴンズ）とはND_Kosmosによって制作されたRPGツクール2000製のロールプレイングゲーム。

## キャラクター
主人公
デフォルト名はヨハン。名前は新しくゲームを始めた時にのみ変更することができる。体力・攻撃力・防御力が高め。ただし斬系の攻撃に弱い。
レカ＝ロビン
教会の養子。全キャラの中で唯一手袋系の武器を使える。体力・攻撃力・防御力は低め。また、麻痺と転倒以外の状態異常に弱い。
トミー＝ロビン
レカの義兄、移動中にて戦闘時の4種類の構え（斬、射、突、打）から切り替えることができる。その他、罠のダメージを軽減する特殊能力「トラップガード」を所持。それから、作者のミスかは不明だが、メイド服や水着を装備する事が可能。
エドラ
本名は「エスペリア・ヴァドラス＝エルゼ・ドラグノワル・ラドルクシア」。回復魔法が使え、HPがやや高め。特殊能力である「博識」は移動時の強敵のシンボルの近くにある（…）の吹き出しの下で決定キーを押すことでその敵の情報を表示させる事ができる。
レウス＝サンジュエル
レイド国の騎士。体力・攻撃力・防御力が高く、二刀流なので片手で扱う武器を二つ装備可能。ただし魔法防御力は低い。
キング＝デーモン
自らそう名乗っているが、本名かどうかは不明。頭蓋は強力な魔力を帯びている被り物である。SPと精神力はかなり高いが、体力・攻撃力・防御力は最低。